# Daniel Zimmermann (écrivain)
Pour les articles homonymes, voir Daniel Zimmermann (homonymie) et Zimmermann.
 (octobre 2018).
Si vous disposez d'ouvrages ou d'articles de référence ou si vous connaissez des sites web de qualité traitant du thème abordé ici, merci de compléter l'article en donnant les références utiles à sa vérifiabilité et en les liant à la section « Notes et références ».
Daniel Zimmermann, né le 8 février 1935 à Saint-Denis et mort le 5 décembre 2000 à Paris 15e, est un écrivain, un universitaire et éditeur français.

## Biographie
Né le 8 février 1935 à Saint-Denis,, Daniel Zimmermann est fils d'un Alsacien converti au socialisme de la première internationale ouvrière et d'une juive polonaise ayant fui le nazisme. Sa famille est anéantie dans les camps de concentration où 73 d'entre-eux y meurent.
Mobilisé, il participe à la guerre d'Algérie et y passe onze mois. Revenu dégoûté de cette guerre, il en écrit 80 exercices en zone interdite qui est publié en 1961 par Robert Morel. Le scandale qui en découle lui vaut un procès en correctionnelle pour injures à l’armée.

Il a longtemps enseigné au département des Sciences de l'éducation à l'Université Paris VIII, Vincennes. Docteur en sciences de l'éducation, instigateur avec Claude Pujade-Renaud de la revue Nouvelles Nouvelles (1985-1992), il a écrit des romans, des nouvelles, des biographies, des ouvrages pour la jeunesse et des essais de sciences de l'éducation.
Il était militant communiste et pédagogue. Il a fondé avec Hiroo Mochizuki, la fédération française de karaté-dō et est devenu professeur d'arts martiaux. Il a publié de nombreux ouvrages sur les sports de combat.
Il a écrit, au sein du groupe « Marozi », Raymond le chat.
Il a inventé l'analyse du non-verbal dans la relation pédagogique, créé et dirigé aux éditions sociales françaises la collection Sciences de l'éducation, à laquelle ont collaboré notamment Laurence Lentin et Jean Vial.
Mort le 5 décembre 2000 à Paris,, il est inhumé au cimetière du Père-Lachaise.

## Romans et nouvelles
- 1961 : 80 exercices en zone interdite (Robert Morel)[3].
- 1988 : Nouvelles de la zone interdite (Actes sud, Babel).
- 1991 : Federspiel, le joueur de plume (Isoète).
- 1997 : L'Anus du monde (Le Cherche midi)[3].
- 1998 : Le Dieu devenu homme (Cherche-midi).
- 2001 : L'Ultime maîtresse (Cherche-midi).

Cycle des Chroniques légendaires des gens sans importance :
- 1977 : La Garderie (Manya).
- 1978 : Les Morts du lundi (Gallimard).
- 1981 : Les Chats parallèles (Balland).
- 1982 : Chronique du rien (Fayard).
- 1984 : La Légende de Marc et Jeanne (Cherche-midi) - Prix du roman populiste 1984.
- 1985 : Le Spectateur (Fayard-Mazarine).
- 1987 : Le Gogol (Cherche-midi).
- 1991 : Les Malassis (Atelier Julliard).
- 1991 : Oniriques (Manya).
- 1995 : Monsieur et Madame Chaussette (Julliard).
- 1996 : Nouvelles du racisme ordinaire (Cherche-midi).
- 2000 : Les Virginités (Actes sud).

## Romans scolaires et jeunesse
- 1972 : Raymond le chat.

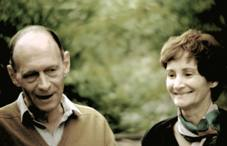
Daniel Zimmermann et Claude Pujade-Renaud

- 1974 : Le retour de Raymond le chat.
- 1979 : Les trois motards mènent l'enquête.
- 1979 : Les trois motards en Algérie.
- 1992 : Said et Pilule (Messidor La Farandole).
- Les Aventuriers de l'histoire : série en collaboration avec Claude Pujade-Renaud, 9 titres parus entre 1988 et 1992, coll. « LF 10 » (Messidor - La Farandole).
- Les mousquetaires du XXe siècle, trois titres en collaboration avec Chantal Pelletier et Claude Pujade-Renaud.
- 2004 : Championne à Olympie, en collaboration avec Claude Pujade-Renaud, (Gallimard, Folio Junior).

## Biographies
- 1993 : Alexandre Dumas le Grand (Julliard, 1993 ; Phébus 2002, Grand Prix de la Société des Gens de Lettres).
- 1999 : Jules Vallès l'Irrégulier (Cherche-midi).

## Œuvres à quatre mains (avec Claude Pujade-Renaud)
- 1995 : Les Écritures mêlées (Éditions Julliard).
- 2000 : Septuor (Cherche-midi).
- 2004 : Duel (Correspondance 1973-1993) (Cherche-midi).
- 2018 : 3 chats, 2 écrivains ; journal (Rhubarbe)